# MSC Lirica
MSC Lirica è una nave da crociera della compagnia MSC Crociere.

## Storia
La nave è stata battezzata il 12 aprile del 2003 a Napoli da Sophia Loren. È stata la prima ammiraglia di nuova generazione della compagnia. Ha una gemella: MSC Opera. Gemella anche di MSC Sinfonia e di MSC Armonia, costruite inizialmente per la fallita Festival Crociere, anche se il progetto risulta profondamente ridisegnato in numerose parti, come poppa e prua.
Il 31 agosto 2015 è entrata nei cantieri Fincantieri di Palermo dove è stata sottoposta ad un completo rinnovamento ed è stata allungata di 24 metri. Alla fine degli importanti lavori, che sono terminati il 9 novembre, è lunga 275 m e ha a disposizione 193 nuove cabine, nuovi spazi dedicati all'intrattenimento, nuovi saloni, l'adozione di tecnologie d'avanguardia ed il rinnovamento, negli spazi e nelle decorazioni dei negozi di bordo.
Dal 3 al 16 luglio 2019 la nave è stata utilizzata, insieme alla Costa Victoria, come alloggio per gli atleti partecipanti alla XXX Universiade che si è svolta a Napoli.
Il 12 marzo 2021 la MSC Lirica è vittima di un incendio nel porto di Corfù. La nave si trovava in "warm layup", quindi con un equipaggio molto ridotto: 51 marittimi. L'incendio si è sviluppato alle 14:00 circa (ora locale) sulla fiancata di dritta, all'altezza del ponte 6, il ponte imbarco lance. Le motivazioni non sono chiare, tuttavia dato che i danni sembrerebbero essere solo esterni si ipotizza che le fiamme possano essere partite proprio da una lancia di salvataggio.

## Descrizione
La dotazione della nave include:
- 13 ponti di cui 9 passeggeri
- 9 ascensori
- sistema di riduzione delle vibrazioni e insonorizzazione degli ambienti pubblici
- 1132 suite con balcone privato
- 2 suite familiari con oblò
- 370 cabine esterne con oblò
- 276 cabine interne
- TV interattiva, mini bar, cassetta di sicurezza, radio, bagno con doccia o vasca, asciugacapelli, aria condizionata e riscaldamento, guardaroba, telefono e collegamento Internet senza fili (a pagamento) in tutte le cabine
- servizi comuni (servizio clienti, ufficio escursioni, centro medico)
- Teatro Broadway con 713 posti
- 4 ristoranti
- 8 bar di cui uno esterno
- area benessere (Talassoterapia, bagno turco, sauna, palestra, massaggi, salone di bellezza, parrucchiere, sala pesi)
- attività sportive (percorso jogging, shuffleboard, minigolf, centro sportivo)
- divertimento (negozi, internet cafè, casinò, discoteca, sala giochi, biblioteca, area giochi con miniclub)

## Navi gemelle
- MSC Opera
- MSC Sinfonia
- MSC Armonia